# Nason (Suriname)
Nason, ook wel Amekankondre, is een dorp in het district Sipaliwini in Suriname. Het ligt op een eiland in de Marowijne. In het dorp wonen  marrons van het volk Paramaccaners. Aan de Surinaamse zijde van de rivier ligt de in onbruik geraakte Nason Airstrip.

## Geschiedenis
Het dorp was oorspronkelijk bekend als Amekankondre, als verwijzing naar het dorpshoofd Amekan. Het is omgedoopt tot Nason dat verwijst naar het Nassaugebergte dat in de verte zichtbaar is.
In de 19e en 20e eeuw waren redemptoristen op katholieke missie in het gebied van de Paramaccaners. In 1938 stichtten ze de Anton Domici-school en een bibliotheek in het dorp. Omdat er kleine geïsoleerde dorpen in het gebied waren, vestigde de school er ook een internaat met in 1985 een capaciteit van 21 bedden. Verder is nog een kliniek van de Medische Zending.
Voor de Binnenlandse Oorlog (1986-1992) was Nason een van de grootste nederzettingen van de volk. Tijdens de oorlog kozen de Paramaccaners de kant van het Junglecommando en vond er een grootschalige migratie naar Frans-Guyana plaats, wat de sluiting van het internaat en de kliniek tot gevolg had. Er zijn later nog wel verschillende voorzieningen teruggekomen.
De economie van het dorp is voornamelijk gebaseerd op zelfvoorzienende landbouw en goudwinning.
Koina · Langatabbetje · Lokaloka · Nason · New Libi · Sikisani · Snesiekondre · Stoelmanseiland